# 保羅·尼科爾斯
保羅·尼科爾斯（Paul Nicholls，1979年4月12日—）是英國的一位演員，出生在大曼徹斯特地區博爾頓。他在最著名的作品是在BBC肥皂劇東區人中飾演Joe Wicks角色，以及在ITC電視劇法律與秩序：英國中飾演Sam Casey角色。